# 芝田将基
芝田 将基（しばた まさき、1988年5月19日 - ）は、栃木県宇都宮市出身の日本のフリークライマー。埼玉県川越市在住。
帝京大学精密機械システム工学科を卒業。身長：172.5cm、体重：62kg。

## 競技会での戦績
2004年
- 第7回 JOCジュニアオリンピックカップ大会　14位

2005年
- 第8回 JOCジュニアオリンピックカップ大会　8位

2006年
- 第9回 JOCジュニアオリンピックカップ大会　3位

2007年
- フリークライミング日本選手権 2007　18位
- 第21回 リード・ジャパンカップ 秦野　21位

2008年
- フリークライミング日本選手権 2008 川崎　16位
- 第22回 リード・ジャパンカップ 竹田　14位

2009年
- 第4回 ボルダリング・ジャパンカップ 川越　17位
- 第23回 リード・ジャパンカップ 上越　15位
- フリークライミング日本選手権 2009 江戸川　13位
- 第5回 ボルダリング・ジャパンカップ 深谷　13位

2010年
- 第24回 リード・ジャパンカップ 印西　4位
- IFSC クライミング・ワールドカップ (L) 春川 2010 韓国　33位
- IFSC クライミング・ワールドカップ (L) クラーニ 2010 スロベニア　20位
- フリークライミング日本選手権 2010 いわき　5位

2011年
- 第25回 リード・ジャパンカップ 山口　12位
- IFSC クライミング・ワールドカップ (L,S) 西寧 2011 中国　19位
- IFSC クライミング・ワールドカップ (L,S) 長治 2011 中国　22位
- フリークライミング日本選手権 2011 北志賀高原　2位
- IFSC クライミング・ワールドカップ (L) クラーニ 2011 スロベニア　19位
- IFSC クライミング・ワールドカップ (L) バルセロナ 2011 スペイン　15位

2012年
- 第7回 ボルダリング・ジャパンカップ 長崎　16位
- 第26回 リード・ジャパンカップ 岐阜　6位
- IFSC クライミング・ワールドカップ (L) ブリアンソン 2012 フランス　26位
- IFSC クライミング・ワールドカップ (L) イムスト 2012 オーストリア　33位
- IFSC クライミング・ワールドカップ (L) 木浦 2012 韓国　22位
- IFSC クライミング・ワールドカップ (L) 印西 2012 印西（日本）　21位
- IFSC クライミング・ワールドカップ (L) クラーニ 2012 スロベニア　36位

2013年
- 2012 クライミング日本選手権 東久留米　23位
- 第8回 ボルダリング・ジャパンカップ 世田谷　49位
- 第27回 リード・ジャパンカップ 東久留米　8位

2014年
- 2014 クライミング日本選手権 東久留米　10位
- 第9回 ボルダリング・ジャパンカップ 静岡　53位
- 第28回 リード・ジャパンカップ 大村　29位

2015年
- 第10回 ボルダリング・ジャパンカップ 深谷　17位
- 第29回 リード・ジャパンカップ みなべ　30位

2016年
- 第11回 ボルダリング・ジャパンカップ 加須　31位
- 第30回 リード・ジャパンカップ 盛岡　17位

2017年
- 日本選手権リード競技大会 2017 加須　30位